# Olessia Nikolaïeva
Olessia Stanislavovna Nikolaïeva (en russe : Олеся Станиславовна Николаева) est une joueuse de volley-ball russe née le 18 mars 1994 à Bor. Elle mesure 1,88 m et joue au poste de réceptionneuse-attaquante. 

## Clubs
| Club                     | De        | À         |
| ------------------------ | --------- | --------- |
| Dinamo Kazan-2           | 2011-2012 | 2012-2013 |
| Impouls-Sport Volgodonsk | 2013-2014 | 2013-2014 |
| Dinamo Kazan             | 2014-2015 | 2014-2015 |
| Omitchka Omsk            | oct 2015  | déc 2015  |
| Dinamo Kazan             | 2015-2016 | 2015-2016 |
| Dinamo Krasnodar         | 2016-2017 | 2016-2017 |
| Pallavolo Hermaea        | 2018-2019 | …         |

## Palmarès
- Championnat de Russie
  - Vainqueur : 2015.
- Coupe de Russie
  - Finaliste : 2015.